# Marathon van Milaan 2002
De Marathon van Milaan 2002 vond plaats op zondag 1 december 2002. Het was de derde editie van deze marathon.
De eerste drie mannen finishten allen in dezelfde tijd. Dat waren de Kenianen Robert Kipkoech Cheruiyot, zijn landgenoot Michael Rotich en de Italiaan Daniele Caimmi. Alle drie liepen 2:08.59. Uiteindelijk besliste de finishfoto, dat Robert Kipkoech Cheruiyot de wedstrijd had gewonnen. Bij de vrouwen ging de Keniaanse Margaret Okayo met de hoogste eer strijken. Zij verbeterde het parcoursrecord tot 2:24.59. De winnares van vorig jaar, Alice Chelangat, werd deze keer tweede in 2:28.16.
In totaal finishten 3984 lopers deze wedstrijd.

## Uitslagen
Mannen
| rang | naam                      | land | tijd    |
| ---- | ------------------------- | ---- | ------- |
| 1    | Robert Kipkoech Cheruiyot | KEN  | 2:08.59 |
| 2    | Michael Rotich            | KEN  | 2:08.59 |
| 3    | Daniele Caimmi            | ITA  | 2:08.59 |
| 4    | Peter Chebet Kiprono      | KEN  | 2:09.22 |
| 5    | Ruggero Pertile           | ITA  | 2:10.39 |
| 6    | Migidio Bourifa           | ITA  | 2:11.23 |
| 7    | Vanderlei de Lima         | BRA  | 2:11.26 |
| 8    | Francesco Ingargiola      | ITA  | 2:13.56 |
| 9    | Augustus Kavutu           | KEN  | 2:14.11 |
| 10   | Zebedayo Bayo             | TAN  | 2:14.26 |

Vrouwen
| rang | naam               | land | tijd    |
| ---- | ------------------ | ---- | ------- |
| 1    | Margaret Okayo     | KEN  | 2:24.59 |
| 2    | Alice Chelangat    | KEN  | 2:28.16 |
| 3    | Simona Staicu      | HUN  | 2:29.59 |
| 4    | Lucilla Andreucci  | ITA  | 2:30.22 |
| 5    | Florinda Andreucci | ITA  | 2:33.00 |
| 6    | Zhao Shengzhei     | CHN  | 2:38.23 |
| 7    | Sara Ferrari       | ITA  | 2:42.43 |
| 8    | Esther Barmasai    | KEN  | 2:43.42 |
| 9    | Francesca Zanusso  | ITA  | 2:44.43 |
| 10   | Giustina Menna     | ITA  | 2:45.23 |

2000 ·
2001 ·
2002 ·
2003 ·
2004 ·
2005 ·
2006 ·
2007 ·
2008 ·
2009 ·
2010 ·
2011 ·
2012 ·
2013 ·
2014 ·
2015 ·
2016 ·
2017